# Laihjärv
Laihjärv (est. Laihjärv (Luikjärv)) – jezioro w Estonii, w prowincji Võrumaa, w gminie Misso. Położone jest na wschód od wsi Kärinä. Ma powierzchnię 3,8 ha, linię brzegową o długości 885 m, długość 300 m i szerokość 130 m. Sąsiaduje z jeziorami Immaku, Sõdaalonõ, Vuuhjärv, Kärinä Kõrbjärv, Mägialonõ, Põhja-Pahijärv, Lõuna-Pahijärv, Kisõjärv. Położone jest na obszarze chronionego krajobrazu Kisejärve maastikukaitseala.